# Maastrichtfördraget
Denna artikel behandlar det ursprungliga fördraget som undertecknades den 7 februari 1992. För det nuvarande grundfördraget med alla ändringsfördrag, se fördraget om Europeiska unionen.
Maastrichtfördraget, formellt fördraget om Europeiska unionen, är ett fördrag inom Europeiska unionen som undertecknades den 7 februari 1992 i Maastricht, Nederländerna. Det trädde i kraft den 1 november 1993 efter att ha ratificerats av alla medlemsstater i enlighet med deras respektive konstitutionella bestämmelser.
Genom fördraget upprättades Europeiska unionen med bland annat en gemensam utrikes- och säkerhetspolitik, en ekonomisk och monetär union och ett samarbete kring rättsliga och inrikes frågor. Ett unionsmedborgarskap inrättades också. Fördraget innehöll även en rad institutionella förändringar, bland annat gavs Europaparlamentet ökat inflytande i många lagstiftningsfrågor. Fördraget fastslog även unionens grundläggande principer, däribland subsidiaritetsprincipen, som innebär att beslut ska fattas på lägsta ändamålsenliga politiska nivå.
Fördraget har sedan sitt ikraftträdande ändrats en rad gånger, däribland genom Amsterdamfördraget den 1 maj 1999, Nicefördraget den 1 februari 2003 och Lissabonfördraget den 1 december 2009.

## Historia

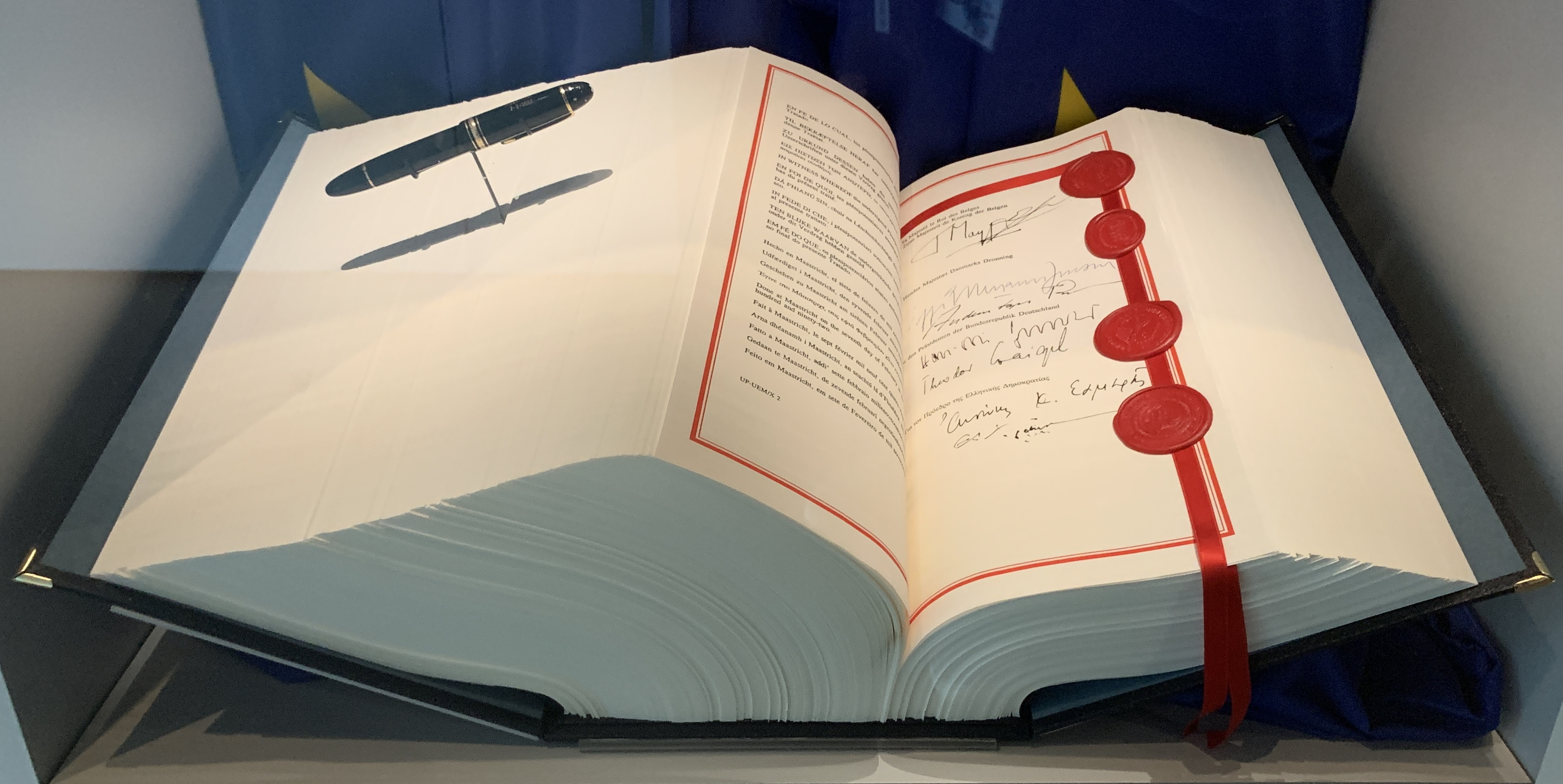
En bestyrkt kopia av Maastrichtfördraget.

Fördraget om Europeiska unionen skrevs under den 7 februari 1992 sedan en regeringskonferens hade sammanträtt under 1991 med uppdrag att ta fram ett nytt fördrag.
Ratificeringsprocessen drog ut på tiden, vilket innebar att ikraftträdandet sköts upp från den 1 januari 1993 till den 1 november 1993. Detta berodde bland annat på den danska folkomröstningen som slutade med ett nej till fördraget. På flera håll var ratificeringen av fördraget kontroversiell på grund av att det upprättade en politisk union.
Ett år efter att fördraget trädde i kraft, utvidgades unionen till att även omfatta Finland, Sverige och Österrike. I samband med dessa staters anslutning blev fördraget bindande även för dem.

### Underskrifter
|         |                |           |          |        |         |           |               |          |
| Belgien | Danmark        | Frankrike | Grekland | Irland | Italien | Luxemburg | Nederländerna | Portugal |
|         |                |           |          |        |         |           |               |          |
| Spanien | Storbritannien | Tyskland  |          |        |         |           |               |          |

## Syfte och innehåll
Fördraget om Europeiska unionen innebar två förändringar, dels inrättandet av helt nya bestämmelser om utrikes- och säkerhetspolitik och rättsliga och inrikes frågor, dels förändringar i det regelverk som återfanns i de gamla grundfördragen.

### Europeiska unionen
Den enskilt största förändringen som fördraget medförde var inrättandet av en europeisk union, som innefattade bland annat monetärt och politiskt samarbete. Den nya unionen innebar att det europeiska samarbetet utökades till att omfatta monetära, polisiära och rättsliga frågor liksom utrikes- och säkerhetspolitiska frågor. Unionen erhöll dock inte befogenheter att själv ingå exempelvis internationella avtal. Detta berodde på att unionen inte blev någon juridisk person.
De nya bestämmelserna om en gemensam utrikes- och säkerhetspolitik ersatte de tidigare bestämmelserna om Europeiska politiska samarbetet som hade införts genom europeiska enhetsakten.

### Pelarstrukturen

Unionens pelarstruktur.

Istället för att göra den nyupprättade unionen till en juridisk person med befogenheter att ingå avtal, delades denna befogenhet upp på tre så kallade pelare. Varje pelare omfattade egna befogenhetsområden med egna befogenheter.
Den första pelaren utgjordes av Europeiska gemenskaperna, som sedan tidigare bestod av tre juridiska personer. Denna pelare präglades av överstatlighet och unionens institutioner hade stort inflytande inom detta område. De två andra pelarna var dels gemensam utrikes- och säkerhetspolitik (GUSP), dels rättsliga och inrikes frågor (RIF).
Båda dessa pelare präglades av mellanstatlighet och samarbetet inriktades främst på samordning. Sedan ikraftträdandet för fördraget om Europeiska unionen har samarbetet inom framför allt RIF blivit mer och mer överstatligt. Däremot har samarbetet inom GUSP förblivit mellanstatligt, men konsoliderats bland annat genom inrättandet av Europeiska utrikestjänsten.

### Europeiska gemenskapen

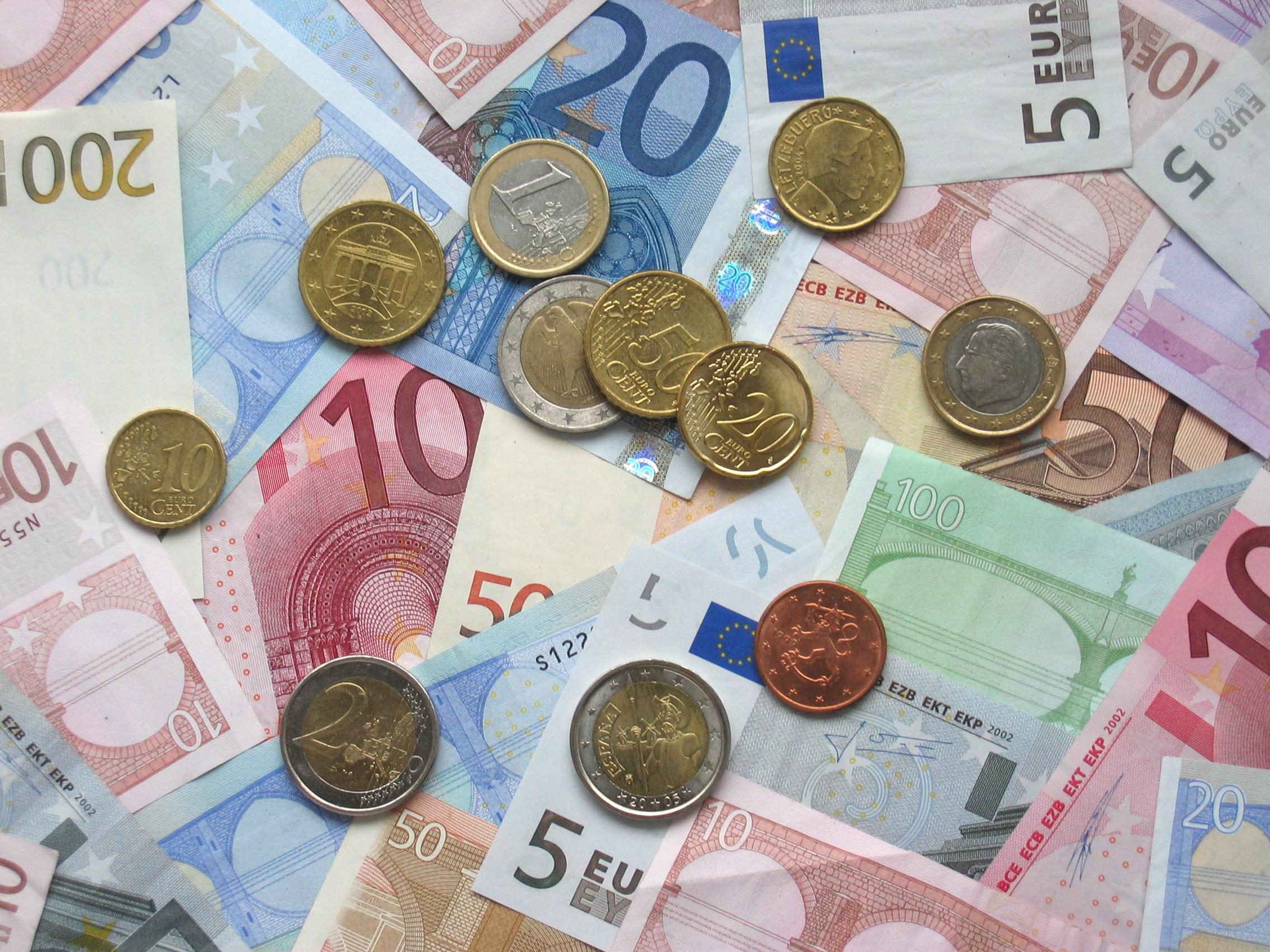
Med fördraget lades grunden för införandet av euron under 1999.

En av de stora förändringarna som fördraget om Europeiska unionen innebar var förändringen av Europeiska ekonomiska gemenskapen (EEG). EEG bytte namn till Europeiska gemenskapen (EG), som samtidigt blev en del av den första pelaren. Första pelaren bestod förutom av EG även av de andra Europeiska gemenskaperna, det vill säga både Europeiska kol- och stålgemenskapen (EKSG) och Europeiska atomenergigemenskapen (Euratom). EKSG och Euratom delade därmed samma institutioner som unionen.
Bland de viktigare förändringarna inom EG var inrättandet av en ekonomisk och monetär union. Det var först genom fördraget om Europeiska unionen som en gemensam valuta och en gemensam penningpolitik blev rättsligt möjligt. Genom fördraget inrättades också Europeiska centralbanken, som skulle bli stommen i den nya penningpolitiken. Själva införandet av euron skedde dock först elektroniskt 1999 och fysiskt 2002.
Fördraget om Europeiska unionen innebar också fler beslut med kvalificerad majoritet istället för med enhällighet.

### Senare förändringar

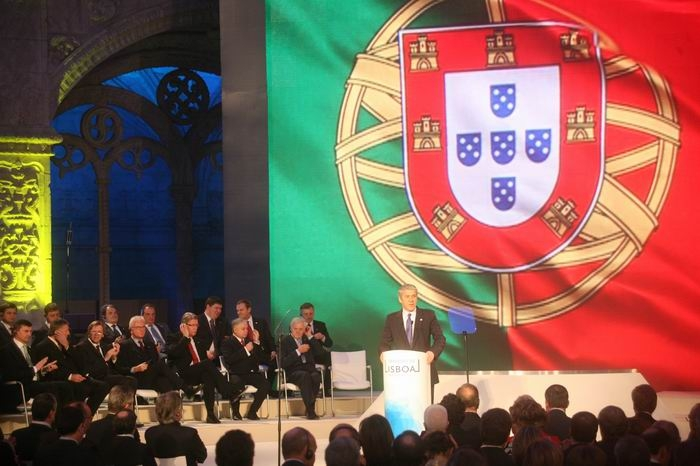
Lissabonfördraget skrevs under den 13 december 2007 i Lissabon.

Fördraget om Europeiska unionen har ändrats genom efterföljande ändringsfördrag: Amsterdamfördraget 1999, Nicefördraget 2003 och Lissabonfördraget 2009. Dessutom har det justerats genom anslutningsfördraget 1994, anslutningsfördraget 2003 och anslutningsfördraget 2005.
Amsterdamfördraget innebar att flera områden inom rättsliga och inrikes frågor lyftes över till EG. Det som kvarstod av RIF ersattes med polisiärt och straffrättsligt samarbete. Samtidigt infördes möjligeten till närmare samarbeten och vissa förändringar skedde även in om utrikespolitiska området.
Nicefördraget innebar att fördraget om Europeiska unionen ändrades så att det anpassades för de kommande östutvidgningar, främst genom att kraven om enhällighet ersattes med kvalificerad majoritet på flera områden.
Lissabonfördraget innebar att pelarstrukturen avskaffades och att unionen blev en egen juridisk person. Utrikes- och säkerhetspolitiken konsoliderades ytterligare och det polisiära och straffrättsliga samarbetet integrerades helt i unionens överstatlig struktur genom avskaffandet av pelarstrukturen.
| Årtal | 1952 | 1954                         | 1958 | 1967                                       | 1987                                       | 1993                                               | 1999                                              |                                                   | 2003                                              | 2009                    |                         |
|       |      |                              |      | Europeiska gemenskaperna:                  |                                            |                                                    |                                                   |                                                   |                                                   |                         |                         |
|       |      |                              |      | Europeiska atomenergigemenskapen (EURATOM) |                                            |                                                    |                                                   |                                                   |                                                   |                         |                         |
|       |      |                              |      | Europeiska kol- och stålgemenskapen (EKSG) | Europeiska kol- och stålgemenskapen (EKSG) |                                                    |                                                   |                                                   |                                                   | Europeiska unionen (EU) | Europeiska unionen (EU) |
|       |      |                              |      | Europeiska ekonomiska gemenskapen (EEG)    | Europeiska ekonomiska gemenskapen (EEG)    |                                                    | Europeiska gemenskapen (EG)                       | Europeiska gemenskapen (EG)                       | Europeiska gemenskapen (EG)                       | Europeiska unionen (EU) | Europeiska unionen (EU) |
|       |      |                              |      |                                            |                                            | Rättsliga och inrikes frågor (RIF)                 |                                                   |                                                   |                                                   | Europeiska unionen (EU) | Europeiska unionen (EU) |
|       |      |                              |      |                                            |                                            | Polissamarbete och straffrättsligt samarbete (PSS) |                                                   |                                                   |                                                   | Europeiska unionen (EU) | Europeiska unionen (EU) |
|       |      |                              |      |                                            | Europeiska politiska samarbetet (EPS)      | Gemensamma utrikes- och säkerhetspolitiken (GUSP)  | Gemensamma utrikes- och säkerhetspolitiken (GUSP) | Gemensamma utrikes- och säkerhetspolitiken (GUSP) | Gemensamma utrikes- och säkerhetspolitiken (GUSP) | Europeiska unionen (EU) | Europeiska unionen (EU) |
|       |      | Västeuropeiska unionen (VEU) |      |                                            |                                            |                                                    |                                                   |                                                   |                                                   | Europeiska unionen (EU) | Europeiska unionen (EU) |
|       |      |                              |      |                                            |                                            |                                                    |                                                   |                                                   |                                                   |                         |                         |

## Ratificeringsprocessen

Slutgiltig deposition avklarad
Ratificeringsförfarandet avklarat
Ratificeringsförfarandet ej klart
Ratificeringsförfarandet stoppat

För att kunna träda i kraft var fördraget tvunget att ratificeras av varje medlemsstat i enlighet med dess egna konstitutionella bestämmelser. Ratificeringsprocessen skiljde sig åt mellan medlemsstaterna, vissa valde att folkomrösta om fördraget medan andra valde att enbart behandla ratificeringen i det nationella parlamentet. Danmark, Frankrike och Irland utgjorde den förstnämnda gruppen av medlemsstater.
I Storbritannien drog ratificeringen ut på tiden på grund av motsättningar i parlamentet. Storbritannien fick igenom en del undantag, bland annat från valutaunionen. I Tyskland var det i stället författningsdomstolens utslag som drog ut på tiden. Slutligen godkände landets författningsdomstol fördraget, vilket var en förutsättning för dess ikraftträdande.

### Danmark, Frankrike och Irland
I Danmark, Irland och Frankrike hölls folkomröstningar. 2 juni 1992 avslog det danska folket fördraget med 50 000 rösters övervikt. I Frankrike vann ja-sidan precis över nej-sidan med 51,05 % av rösterna. I Irlands fall var folkomröstningens utslag mer entydigt, med mer än 69 % för.
Eftersom danskarna hade avslagit fördraget tvingades Europeiska rådet till en lösning, där Danmark fick undantag från fördraget, främst rörande valuta- och försvarssamarbetena. Efter en andra folkomröstning, som resulterade i ett ja till fördraget, ratificerade Danmark fördraget den 9 juni 1993.
För att undvika att ratificeringsprocessen skulle behöva göras om, infördes de danska undantagen först genom Amsterdamfördraget.

### Ratificeringsförfarandet i detalj
| Europeiska unionen |  | 1992-02-07       |                  | 1992-02-07       |                  | ej nödvändigt |  | ej nödvändigt |  |    |   |   |  |
| ------------------ |  | ---------------- | ---------------- | ---------------- | ---------------- | ------------- |  | ------------- |  | -- | - | - |  |
|                    |  | Europeiska rådet | Europeiska rådet | Europeiska rådet | Europeiska rådet | Godkänt       |  | 1992-02-07    |  | 12 | 0 | 0 |  |

| Belgien |  | 1992-02-07                         |                                    | 1992-11-04                         |                                    | 1992-11-26 |  | 1992-12-10 |  |     |    |    |  |
| ------- |  | ---------------------------------- | ---------------------------------- | ---------------------------------- | ---------------------------------- | ---------- |  | ---------- |  | --- | -- | -- |  |
|         |  | Deputeradekammaren                 | Deputeradekammaren                 | Deputeradekammaren                 | Deputeradekammaren                 | Godkänt    |  | 1992-07-17 |  | 146 | 33 | 3  |  |
|         |  | Senaten                            | Senaten                            | Senaten                            | Senaten                            | Godkänt    |  | 1992-11-04 |  | 115 | 26 | 1  |  |
|         |  | Bryssels förenta församling        | Bryssels förenta församling        | Bryssels förenta församling        | Bryssels förenta församling        | Godkänt    |  | 1992-10-22 |  | 51  | 0  | 9  |  |
|         |  | Flamländska gemenskapsparlamentet  | Flamländska gemenskapsparlamentet  | Flamländska gemenskapsparlamentet  | Flamländska gemenskapsparlamentet  | Godkänt    |  | 1992-10-22 |  | 113 | 35 | 1  |  |
|         |  | Franska gemenskapsparlamentet      | Franska gemenskapsparlamentet      | Franska gemenskapsparlamentet      | Franska gemenskapsparlamentet      | Godkänt    |  | 1992-10-20 |  | 69  | 0  | 15 |  |
|         |  | Tyskspråkiga gemenskapsparlamentet | Tyskspråkiga gemenskapsparlamentet | Tyskspråkiga gemenskapsparlamentet | Tyskspråkiga gemenskapsparlamentet | Godkänt    |  | 1992-11-23 |  | 20  | 0  | 4  |  |

| Danmark |  | 1992-02-07     |                | 1993-05-18     |                | 1993-06-09 |  | 1993-06-17 |  |      |      |      |  |
| ------- |  | -------------- | -------------- | -------------- | -------------- | ---------- |  | ---------- |  | ---- | ---- | ---- |  |
|         |  | Folkomröstning | Folkomröstning | Folkomröstning | Folkomröstning | Godkänt    |  | 1992-06-02 |  | 48 % | 52 % | 83 % |  |
|         |  | Folkomröstning | Folkomröstning | Folkomröstning | Folkomröstning | Godkänt    |  | 1993-05-18 |  | 57 % | 43 % | 86 % |  |
|         |  | Folketinget    | Folketinget    | Folketinget    | Folketinget    | Godkänt    |  | 1993-03-30 |  | 153  | 16   | 0    |  |

| Frankrike |  | 1992-02-07     |                | 1992-09-20     |                | 1992-09-24 |  | 1992-11-04 |  |      |      |      |  |
| --------- |  | -------------- | -------------- | -------------- | -------------- | ---------- |  | ---------- |  | ---- | ---- | ---- |  |
|           |  | Folkomröstning | Folkomröstning | Folkomröstning | Folkomröstning | Godkänt    |  | 1992-09-20 |  | 51 % | 49 % | 70 % |  |

| Grekland |  | 1992-02-07  |             | 1992-07-31  |             | 1992-08-07 |  | 1992-11-03 |  |     |   |   |  |
| -------- |  | ----------- | ----------- | ----------- | ----------- | ---------- |  | ---------- |  | --- | - | - |  |
|          |  | Parlamentet | Parlamentet | Parlamentet | Parlamentet | Godkänt    |  | 1992-07-31 |  | 286 | 8 | 0 |  |

| Irland |  | 1992-02-07        |                   | 1992-11-05        |                   | 1992-11-11 |  | 1992-11-23 |  |                |      |      |  |
| ------ |  | ----------------- | ----------------- | ----------------- | ----------------- | ---------- |  | ---------- |  | -------------- | ---- | ---- |  |
|        |  | Folkomröstning    | Folkomröstning    | Folkomröstning    | Folkomröstning    | Godkänt    |  | 1992-06-18 |  | 69 %           | 31 % | 57 % |  |
|        |  | Representanthuset | Representanthuset | Representanthuset | Representanthuset | Godkänt    |  | 1992-11-04 |  | Ingen votering |      |      |  |
|        |  | Senaten           | Senaten           | Senaten           | Senaten           | Godkänt    |  | 1992-11-05 |  | Ingen votering |      |      |  |

| Italien |  | 1992-02-07         |                    | 1992-10-29         |                    | 1992-11-03 |  | 1992-12-05 |  |     |    |    |  |
| ------- |  | ------------------ | ------------------ | ------------------ | ------------------ | ---------- |  | ---------- |  | --- | -- | -- |  |
|         |  | Deputeradekammaren | Deputeradekammaren | Deputeradekammaren | Deputeradekammaren | Godkänt    |  | 1992-10-29 |  | 403 | 46 | 18 |  |
|         |  | Senaten            | Senaten            | Senaten            | Senaten            | Godkänt    |  | 1992-09-17 |  | 176 | 16 | 1  |  |

| Luxemburg |  | 1992-02-07  |             | 1992-07-02  |             | 1992-07-27 |  | 1992-08-28 |  |    |   |   |  |
| --------- |  | ----------- | ----------- | ----------- | ----------- | ---------- |  | ---------- |  | -- | - | - |  |
|           |  | Parlamentet | Parlamentet | Parlamentet | Parlamentet | Godkänt    |  | 1992-07-02 |  | 51 | 6 | 0 |  |

| Nederländerna |  | 1992-02-07        |                   | 1992-12-15        |                   | 1992-12-17 |  | 1992-12-28 |  |                |  |  |  |
| ------------- |  | ----------------- | ----------------- | ----------------- | ----------------- | ---------- |  | ---------- |  | -------------- |  |  |  |
|               |  | Representanthuset | Representanthuset | Representanthuset | Representanthuset | Godkänt    |  | 1992-11-12 |  | Ingen votering |  |  |  |
|               |  | Senaten           | Senaten           | Senaten           | Senaten           | Godkänt    |  | 1992-12-15 |  | Ingen votering |  |  |  |

| Portugal |  | 1992-02-07  |             | 1992-12-10  |             | 1992-12-17 |  | 1993-02-16 |  |     |    |   |  |
| -------- |  | ----------- | ----------- | ----------- | ----------- | ---------- |  | ---------- |  | --- | -- | - |  |
|          |  | Parlamentet | Parlamentet | Parlamentet | Parlamentet | Godkänt    |  | 1992-12-10 |  | 200 | 21 | 0 |  |

| Spanien |  | 1992-02-07         |                    | 1992-11-25         |                    | 1992-12-28 |  | 1992-12-31 |  |     |   |   |  |
| ------- |  | ------------------ | ------------------ | ------------------ | ------------------ | ---------- |  | ---------- |  | --- | - | - |  |
|         |  | Deputeradekammaren | Deputeradekammaren | Deputeradekammaren | Deputeradekammaren | Godkänt    |  | 1992-10-29 |  | 314 | 3 | 8 |  |
|         |  | Senaten            | Senaten            | Senaten            | Senaten            | Godkänt    |  | 1992-11-25 |  | 222 | 0 | 3 |  |

| Storbritannien |  | 1992-02-07 |            | 1993-07-20 |            | 1993-07-20 |  | 1993-08-02 |  |     |     |   |  |
| -------------- |  | ---------- | ---------- | ---------- | ---------- | ---------- |  | ---------- |  | --- | --- | - |  |
|                |  | Underhuset | Underhuset | Underhuset | Underhuset | Godkänt    |  | 1993-05-20 |  | 292 | 112 | 0 |  |
|                |  | Överhuset  | Överhuset  | Överhuset  | Överhuset  | Godkänt    |  | 1993-07-20 |  | 141 | 29  | 0 |  |

| Tyskland |  | 1992-02-07    |               | 1992-12-18    |               | 1992-12-28 |  | 1993-10-13 |  |     |    |   |  |
| -------- |  | ------------- | ------------- | ------------- | ------------- | ---------- |  | ---------- |  | --- | -- | - |  |
|          |  | Förbundsdagen | Förbundsdagen | Förbundsdagen | Förbundsdagen | Godkänt    |  | 1992-12-02 |  | 543 | 16 | 8 |  |
|          |  | Förbundsrådet | Förbundsrådet | Förbundsrådet | Förbundsrådet | Godkänt    |  | 1992-12-18 |  | 68  | 0  | 0 |  |